# Prelovo
Prelovo (cyr. Прелово) – wieś w Bośni i Hercegowinie, w Republice Serbskiej, w gminie Višegrad. W 2013 roku liczyła 161 mieszkańców.